# Tournes
Tournes – miejscowość i gmina we Francji, w regionie Grand Est, w departamencie Ardeny.
Według danych na rok 1990 gminę zamieszkiwały 1073 osoby, a gęstość zaludnienia wynosiła 130 osób/km².

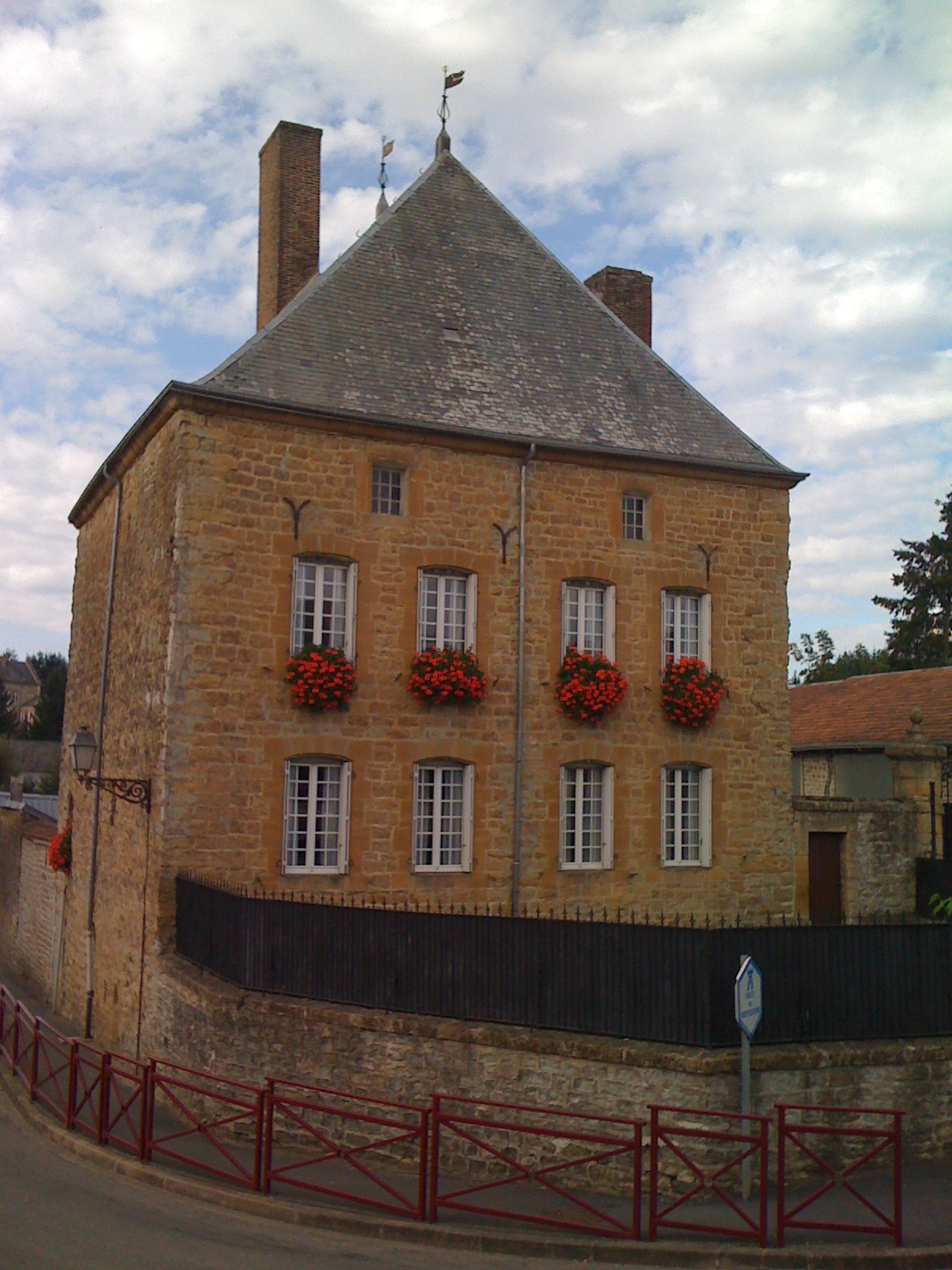
Zamek w Tournes, 2009